# Cricotopus kisantuensis
Cricotopus kisantuensis är en tvåvingeart som beskrevs av Maurice Emile Marie Goetghebuer 1934. Cricotopus kisantuensis ingår i släktet Cricotopus och familjen fjädermyggor. Inga underarter finns listade i Catalogue of Life.